# Alexis Sánchez
Alexis Alejandro Sánchez Sánchez (Tocopilla, 19. prosinca 1988.) je čileanski nogometaš koji igra na poziciji napadača. Trenutačno igra za Udinese.

## Klupska karijera
Dana 20. srpnja 2011. godine za 26 milijuna eura prelazi u Barcelonu i tako postaje prvi Čileanac koji je bio član Barcelone. 

## Reprezentativna karijera
Alexis je za reprezentaciju debitirao protiv Novog Zelanda u travnju 2006. godine, a prvi pogodak postigao je sljedeće godine protiv Švicarske u 2:1 porazu.

## Vanjske poveznice
- Profil na soccerway.com
- Profil na transfermarkt.co.uk
- Profil na thetopforward.com